# 揆一
弗雷德里克·揆一（荷蘭語：Frederick Coyett，1615年—1687年10月17日），是一名瑞典貴族、荷蘭東印度公司官員，也是台灣荷蘭統治時期的第十二任暨最後一任台灣長官。

## 生平
揆一於1615年（或1620年）生於斯德哥爾摩，一個具有佛拉芒淵源的家族。為逃避宗教迫害，約於1569年自神聖羅馬帝國的布拉邦公國（Duchy of Brabant）移居瑞典。瑞典知名駐英外交官彼得·尤柳斯是他的大弟，小弟奧托（Otto Coyett）在莫斯科有一家玻璃廠。父親吉利斯是瑞典國王約翰三世（Johan III）的金匠，後被任命為皇室鑄幣師，1629年移居俄羅斯，後成立鑄幣廠，1634年在莫斯科去世。
揆一的原文姓名拼法十分多元，依不同年代或語言而有下列拼法：Frederick 會被拼為 Fredrik 或 Fredrick；Coyett 則會被拼為 Coyet、Coignet 或 Coijet。

## 早年職涯：出島
1643年，揆一任職於荷蘭東印度公司，經歷各種職階，1645年在巴達維亞升任為高級商務專員。1647年、1652年被兩次任命為荷蘭東印度公司駐日出島商館館長（又譯「駐日首席」，兩次任期分別為：1647年11月3日-1648年12月9日；1652年11月4日-1653年11月10日）。曾於尼可拉斯·維堡（Nicolaas Verburgh）擔任臺灣長官時（1649-53）批評維堡對郭懷一反荷事件(1652年9月7-19日)的鎮壓政策。
揆一為方思華·卡隆（François Caron, 1600-73）的連襟，兩人負責1643年「南部事件」（Nambu affair of 1643）10位荷蘭囚犯的釋放案。「南部事件」起因於布列斯肯號（the Breskens）的船長 Hendrick Cornelisz Schaep及九名船員於陸奧國盛岡藩山田浦（今岩手縣）登陸被俘。
|  | 布列斯肯號及其姊妹號 Castricum（由Maarten Gerritsz Vries指揮）奉荷蘭東印度公司總督Anthonio van Diemen之命前往搜尋傳說中座落於日本東北外海的金銀島。他們順道調查前往北亞的航路。1643年六月，布列斯肯號因風暴與 Castricum號分散而駛進本州東北南部地區的山田灣。當船員尋找飲用水及食物時，包含船長Schaep的十名船員遭到逮捕並被帶往當地首府盛岡。他們後來被遣送至江戶。不幸的是，對布列斯肯號的船員來說，某個嘗試滲透日本的耶穌會四人組在日本的其他地方於相近的時間點被捕獲。幕府官方對於海防因此極度緊張，不過在知道船員為荷蘭人而非天主教徒後，幕府的恐慌平息，問題的解方變成依照何種程序將荷蘭人釋放。 |

揆一在巴達維亞的長官對他「駐日首席」的表現感到滿意。應對來自幕府方面的困難與挑釁，他能夠維持最佳的外交立場。1649年，他與他的弟弟Peter Julius受到瑞典克里斯蒂娜女王（瑞典語：Drottning Kristina）冊封為貴族後地位更加鞏固。

## 臺灣長官
揆一最為人所知的頭銜為末代荷蘭東印度公司（荷語：Vereenigde Oostindische Compagnie, VOC）臺灣長官。1650年，他的獨子巴爾查·揆一在臺灣熱蘭遮城出生。1656年6月30日上任後，台灣的收益急遽擴大，揆一的評價水漲船高；5個月後臺灣島遭颱風侵襲，損失慘重。於此之間，揆一持續向總部說明鄭成功的危險性，並反覆報告應該注意鄭氏之動向，但強化熱蘭遮城的防衛計畫卻被拒絕。對此，揆一在沒有巴達維亞的許可下逕自強化熱蘭遮城的守備。
1660年荷蘭東印度公司才意識到台灣的危機。1660年7月16日揚·范德蘭出任司令官，率領12艘船組成救援艦隊自巴達維亞出航，9月抵達台灣。但艦隊收到的命令似乎是若台灣無事，艦隊應轉而攻擊位於澳門的葡萄牙軍隊。因台灣防禦戰的勝利並不會得到什麼，但攻略澳門則會得到莫大的利益。為此，當初范德蘭司令官輕視台灣的危機，與揆一意見相左，1661年2月留下4艘船，並率領其餘船艦返回巴達維亞。范德蘭司令官向公司控訴揆一不適任台灣長官，公司下令將揆一與台灣評議會議員不名譽撤職，改任命克連克（Herman Klenck van Odessen）為新長官。

### 鄭成功攻台
1661年4月30日，鄭成功率領戎克船300艘，軍隊25,000人往熱蘭遮城近海襲來。荷蘭方的守軍則不足1,140名。翌日開始激烈的登陸戰。東印度公司留下的四艘船中，最大艘的船爆炸沉沒，剩餘的三艘船自戰場脫逃。陸地上，荷蘭守軍耐力良好，鄭成功於五月底開始從積極進攻轉為包圍戰。6月24日，從熱蘭遮城逃脫的其中一艘快艇抵達巴達維亞，並報告熱蘭遮城遭到鄭成功軍隊的攻擊。7月5日Jacob Caeuw 出任司令官，率領九艘船組成的艦隊由巴達維亞出發馳援熱蘭遮城，只是Caeuw並沒有戰鬥經驗。7月30日，「新長官」克連克雖抵達台灣，但一知道荷鄭雙方交戰方酣而沒有登陸，旋即逃往長崎。8月12日Caeuw 司令官率領的救援艦隊抵達台灣，因為天候惡劣無法登陸，直到9月8日至10日才成功將補給品及軍隊送上陸地。9月16日，荷蘭艦隊向鄭成功艦隊發起進攻，但以失敗收場。知曉鄭成功對台灣發動攻擊的大清向荷軍發起救援。11月26日Caeuw 司令官以運送大清援軍的名目率艦隊離開，最終卻逃回巴達維亞，至此，荷軍士氣低落。
而鄭成功對熱蘭遮城的內部情形並沒有把握，但熱蘭遮城的逃兵將城內情形告訴鄭成功，鄭成功因此改採積極攻勢。1662年2月10日，經過9個月的圍城後，城內嚴重缺乏食物和飲用水，許多人死於水腫、腹瀉和壞血病，教堂和倉庫裡到處是生病和受傷的人，揆一被迫投降締和，放棄熱蘭遮城。揆一在鄭軍的允許下，帶著足夠的輜重、1000多名荷蘭人及其眷屬離開臺灣，回到巴達維亞。
作為揆一連襟的卡隆為其提供關照，但卡隆返國後揆一失去這層庇護，而身為瑞典籍的揆一並沒有得到其他荷蘭人積極的庇護。揆一與全體台灣評議會議員旋即遭到逮捕，撤職審判，以丟失台灣與失去公司重要財產之罪，全體被判處死刑、全部財產沒收，總督已批准行刑，但東印度評議會遲遲不敢執行，1665年，經過三年囚禁的揆一被終身流放到班達群島以西的艾島（Pulau Ai）；另有一說，是被流放至該群島最東邊的哈撻島（Pulau Hatta，英語：Rosengain）。1674年，經過九年的流放，揆一的兒子、朋友向奧蘭治親王威廉三世陳情，其中瑞典政府也居中協調，並以25,000荷蘭盾（約合白銀7000兩，銀元9700元）贖出揆一，在威廉特赦下獲釋。釋放揆一的條件是一旦回到荷蘭就不可以再次出國，這項條件被認為是受到揆一連襟卡隆於1667年至競爭對手法國東印度公司出任長官的影響所致。
1684年揆一於阿姆斯特丹的 Keizersgracht（意：皇帝的運河）購買一棟原為Hemony兄弟工作室的房子作為住處，最終沒有回到故國瑞典，而在荷蘭阿姆斯特丹逝世。
揆一的獨生子巴爾查·揆一，由其元配 Susanna Boudaens 於 1650年所生，追隨其父親的腳步進入荷蘭東印度公司服務，最終成為荷蘭東印度公司安汶長官。

## 在巴達維亞的遺產
揆一曾是荷蘭「東印度評議會」的評議員。1604 年在成為荷蘭東印度公司貿易指揮官前，揆一曾是初審法院的秘書（Secretary of the Landraad, court of the first instance）。1658年12月8日，揆一再娶 Helena de Stereke，Pieter van Alphen 高級商務專員的孀婦。1736年，他在巴達維亞城東南邊的土地建造一棟鄉間別墅。揆一以印度教及佛教藝術的收藏家聞名，並以他的收藏來妝點他的鄉間別墅，作為他收藏之一的印度教神祇「俱毗羅」（Kubera）雕像現正展示於印尼國家博物館。
揆一在過世前的幾日與Westpalm 的孀婦 G.M. Gossens再婚，Gossens因此成為揆一遺產的唯一繼承人。1762年，揆一的鄉間別墅被改建為一座中式廟宇（klenteng）。揆一的一些塑像仍在這棟建築中展出，位於現今雅加達的 Vihara Buddhayana。

## 著作

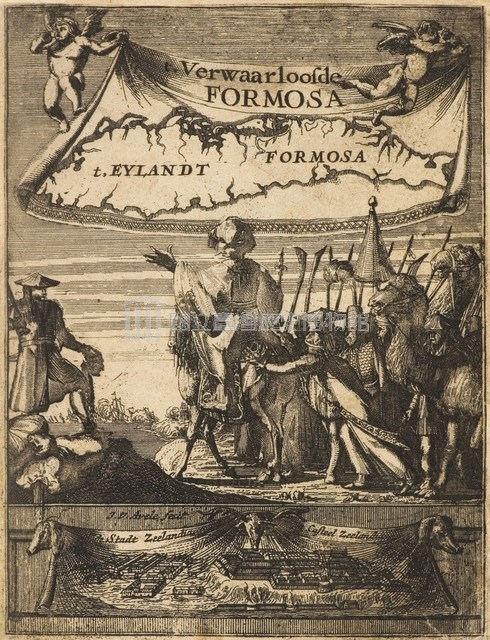
《被遺忘的福爾摩沙》內頁描繪鄭荷交戰期間的情景及鄭成功騎馬圖像

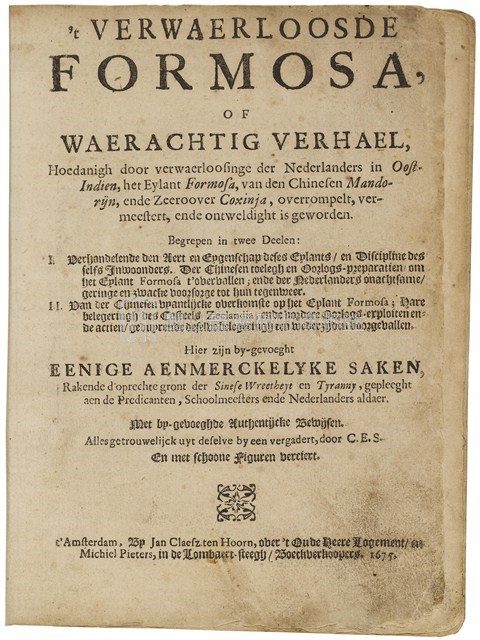
《被遺忘的福爾摩沙》書名頁

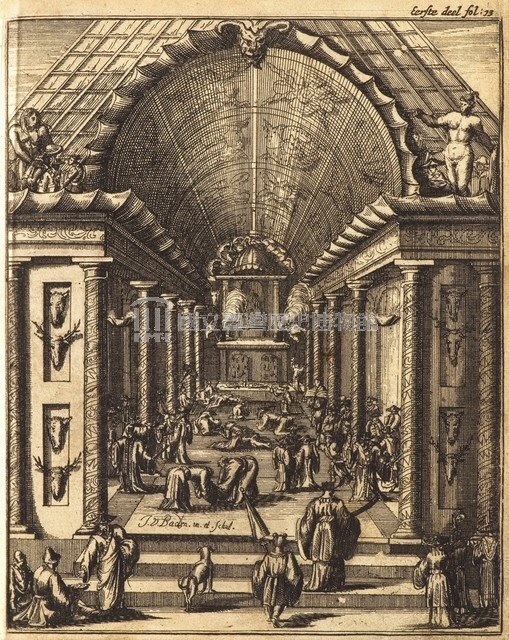
《被遺忘的福爾摩沙》書內出現荷蘭人想像西拉雅原住民祭祀場所「公廨」的版畫，畫者依描述以教堂形式來呈現

1675年，揆一被特赦到返抵荷蘭本土期間，署名的（漢譯：被遺誤的臺灣、被遺忘的福爾摩沙）一書出版，書中譴責東印度公司高層怠忽職守、拒派援軍、遺誤時機，才使台灣淪陷，震驚荷蘭各界。19世紀荷蘭學者J. A. Grothe斷定為「（揆一與同僚）」，此書為揆一為自己辯護，此說為學界普遍認可。書中收有數張版畫，如福爾摩沙教堂圖、荷使與鄭成功談判圖、鄭荷海戰圖等。其中教堂一圖，實際上是依教堂形象所想像的西拉雅原住民的公廨。另外，荷使與鄭成功談判圖，也常被誤解是荷蘭臺灣長官向鄭成功投降獻城之圖。
此書除了原本荷文版，歷來有德、日、中、英等各語言版本。英國長老教會宣教師甘為霖（William Campbell）亦收錄在1903年出版的（荷蘭時代的福爾摩沙）一書中。目前最新的英譯版本是Inez de Beauclair 1975年所編的。
此著作的最新漢譯本（第五本）於2011年12月6日由台灣前衛出版社出版，全名《被遺誤的台灣：荷鄭台江決戰始末記》。並特地請中研院台史所研究員許雪姬寫導讀。
19世紀末荷蘭作家彼得·盧維斯依照揆一的故事及著作寫了一本《戰士與商人》小說，小說的歷史背景為荷蘭東印度公司於1624年統治福爾摩沙開始至1662年揆一投降於鄭成功而撤離福爾摩沙為止。根據作者的序言，盧維斯認為荷蘭東印度公司之所以失去福爾摩沙應完全歸咎於最後一任的福爾摩沙長官揆一。

## 後代
2006年6月12日，揆一第14代子孫麥可（Michael Coyet）來到延平郡王祠祭拜鄭成功。
2010年，作家、行動藝術工作者黃宏成為促進台灣與瑞典兩國外交，親赴瑞典斯德哥爾摩找尋麥可，並在駐瑞典代表朱文祥的見證下跟兩人親吻瑞典土地。
2024年4月28日，全國開台聖王春季聯合祭典，麥可受邀來台出席位於延平郡王祠的鄭成功開臺363週年中樞祭典，途中與鄭成功第10代子孫、台灣「櫻花鉤吻鮭之父」鄭守讓之子鄭達智、鄭達仁相見歡，不計較祖先兵戎相向的歷史結為好友。出席人數多達3000多人，並於當晚在鄭成功祖廟前的忠義路封街席開400桌宴客。

## 揆一像
安平古堡中設有揆一像。中央研究院研究員翁佳音則認為此像應為審訊並流放揆一的巴達維亞總督約翰·馬特索科爾（Joan Maetsuycker），而非揆一本人。

## 外部連結
- 't verwaerloosde Formosa（《被遺誤的臺灣》（1675年）荷蘭文原書-PDF版）（荷兰文）
- 國家文化記憶庫，揆一著《被遺忘的福爾摩沙》
- 國家文化記憶庫，彼得盧維斯著《戰士與商人》 （页面存档备份，存于）
- De VOCsite : personalia, Joan Maetsuycker （页面存档备份，存于）（荷兰文）
- 國立臺灣歷史博物館 斯土斯民-臺灣的故事：《被遺誤的福爾摩沙》，荷蘭使節與鄭成功談判圖 （页面存档备份，存于）
- 舊地名與古地圖|中央研究院臺灣史研究所檔案館 （页面存档备份，存于）

| 官衔                   | 官衔                   | 官衔      |
| ---------------------- | ---------------------- | --------- |
| 前任： 康納利斯·西撒爾 | 台灣長官 1656年—1662年 | 繼任： 無 |